# 戸波宗道
戸波 宗道（となみ むねみち、1898年（明治31年）2月17日 - 1961年（昭和36年）8月14日）は、大日本帝国陸軍軍人。最終階級は陸軍少将。

## 経歴
福岡県出身。福岡県立中学修猷館を経て、1920年（大正9年）5月、陸軍士官学校第32期卒業。その後、東京帝国大学造兵学科を卒業する。
1941年（昭和16年）3月、陸軍大佐に進級と同時に陸軍航空技術研究所哈爾濱支所員を発令される。1944年（昭和19年）5月、南方軍航空技術部員を経て、同年7月より第3陸軍技術研究所員を兼ねた。その後、1945年（昭和20年）6月10日、陸軍少将に進んだ。
1947年（昭和22年）11月28日、公職追放仮指定を受けた。